# Bernadette Ségol
Bernadette Ségol, née en 1949 à Luzech, est une syndicaliste française, membre de la Confédération générale du travail (CGT). Elle est secrétaire générale de la Confédération européenne des syndicats (CES) de 2011 à 2015.

## Biographie
Bernadette Ségol a étudié la philosophie à l'université de Toulouse. De 1974 à 1985, elle travaille au sein de la Fédération internationale des travailleurs du textile, de l'habillement et du cuir. À partir de 1985, elle rejoint l'Euro-FIET, structure européenne de la Fédération internationale des employés, techniciens et cadres où elle est secrétaire régionale Europe et dirige le bureau de Bruxelles. En 2000, à la suite d'une fusion de fédérations syndicales internationales, elle poursuit ses fonctions de secrétaire régionale Europe dans le cadre d'UNI-Europa. En mai 2011, elle quitte UNI-Europa pour devenir secrétaire générale de la Confédération européenne des syndicats, à la suite du congrès d'Athènes de cette organisation. La même année, en novembre 2011, elle est élue vice-présidente du Mouvement européen international lors du congrès de Varsovie.